# Wysokie Dęby
Wysokie Dęby – dawna kolonia w Polsce, w województwie lubuskim, w powiecie słubickim, w gminie Ośno Lubuskie. Miejscowość zniesiona 1 stycznia 2017.
W latach 1975–1998 miejscowość administracyjnie należała do województwa gorzowskiego.
Miejscowość położona była w pobliżu wsi Smogóry, przy drodze lokalnej Grabno – Smogóry.